# Lycosa lambai
Lycosa lambai là một loài nhện trong họ Lycosidae.
Loài này thuộc chi Lycosa. Lycosa lambai được Benoy Krishna Tikader & A. Malhotra miêu tả năm 1980.